# David Civera
David Civera Gracia (Teruel, 8 gennaio 1979) è un cantante spagnolo.

## Carriera musicale
Iniziò la sua carriera all'età di 17 anni partecipando come concorrente al programma musicale Lluvia de Estrellas dove cantò Es una experiencia religiosa di Enrique Iglesias. Nel 1998 uscì il suo primo disco Hoy como ayer. In quello stesso anno cominciò a lavorare per un certo periodo nel programma televisivo Canciones de nuestra vida.

### 2001-2005: Dile que la quiero
Nel 2001 la canzone Dile que la quiero, tratta dall'omonimo disco, venne usata come sigla di apertura al Eurovision Song Contest 2001. Il disco vendette più di 400 000 copie.
Nel 2002 esce il suo terzo disco En cuerpo y anima che contiene il singolo Que le detengan, il quale vende più di 150 000 copie. L'anno seguente La chiqui big band scala le classifiche mondiali, seguita da Bye bye e Rosa y espinas, quest'ultima cantata con David Bisbal. Il disco vinse il disco di platino per aver venduto oltre 100 000 copie.
Nel 2003 appare come ospite speciale nelle serie televisiva Paso adelante dove interpreta sé stesso.

### 2006-2008: Mira quien baila e altri successi
Nel 2005 David partecipa al programma "Mira quien baila" dal quale uscì vincitore.
Nel 2006 esce Ni el primer ni el ùltimo e l'anno seguente viene pubblicato No bastarà, che però non ottiene lo stesso successo del precedente.
Nel 2008 pubblica l'album Para vivir contigo e alla fine dello stesso anno esce una raccolta dei suoi più grandi successi intitolata Grandes exitos.

### Vita privata
Nel 2007 si è sposato con Ana María Benedi. Nel 2011 è nato il suo primo figlio, Daniel.